# Дон Омар
Дон Ома́р (исп. Don Omar, настоящее имя Уи́льям Ома́р Ландро́н Риве́ра, William Omar Landrón Rivera, родился 10 февраля 1978 года, Каролина, Пуэрто-Рико) — исполнитель песен в стиле реггетон, лауреат премии «Грэмми» в номинации «Латиноамериканская музыка».

## Биография
Уильям Омар Ландрон Ривера — старший сын Уильяма Ландрона и Луз Антонии Ривера. Он был воспитан в Сантюрсе, районе Сан-Хуана, Пуэрто-Рико. С раннего возраста он проявлял интерес к музыке Vico C и Brewley MC, но никогда фактически не увлекался этим. В юности он стал активным членом Протестантской церкви, Iglesia Evangélica Restauración en Cristo, в Bayamón, где он иногда читал проповеди. Однако, после четырёх лет он покинул церковь, чтобы посвятить себя музыке.

### Начало
Впервые он появился на альбоме 1999 года Operación Sandunga в песне «Déjame cazarlos». Несколько месяцев спустя, состоялось его первое выступление, на сцене в ночном клубе, в сопровождении диск-жокея Eliel Lind Osorio. Впоследствии он регулярно появлялся на сборниках от популярных диджеев и продюсеров, таких как Luny Tunes, Noriega и DJ Eric. Он также начал работать бэк-вокалистом для дуэта Héctor & Tito. Один из участников, Héctor Delgado, помог ему записать свой первый сольный альбом.

### 2000—2005: The Last Don
Карьера Дон Омара к славе началась с выпуска его первого студийного альбома — The Last Don. И версия студии, и её живой выпуск были удостоены платины Ассоциации Индустрии Звукозаписи Америки. Во всем мире The Last Don: Live [CD & DVD] был продан количеством более миллиона копий, согласно официальному сайту. В Южной Америке было продано более 500 000 копий дебютного сингла «Dale Don Dale». Он заработал премии в номинациях «Latin Pop Album of the Year» и «New Artist & Latin Rap/Hip-Hop Album of the Year» в Billboard Latin Music Awards в 2003. Last Don: Live [CD & DVD] был также номинирован на «Urban Music Album» Latin Grammy Awards 2005 года.

### 2006—2008: King of Kings
King of Kings получил Latin Grammy в 2006, в номинации за лучший музыкальный альбом в стиле urban. Он сохранял первое место в Billboard’s Top Latin Albums в течение 15 недель подряд, так же дебютировал на седьмом месте в Billboard Top 200, и был продан количеством свыше 500.000 копий по всему миру. В мае 2006 King of Kings стал самым высокопоставленным reggaeton LP в top 10 US charts, с его дебютом на первом месте в Latin sales charts и #1 Billboard Latin Rhythm Radio Chart с синглом «Angelito». Самым лучшим дебютом по продажам считается «King of Kings», который занял 7 место с количеством продаж более 74 000 дисков, побив выход альбома Daddy Yankee «Barrio Fino En Directo» в 2005 году и занявшего 24 место. В апреле 2007 Дон Омар получил премию Latin Billboard Award в номинации «Reggaeton Album Of The Year» за King of Kings . Песни «Los Bandoleros» и «Conteo» были саундтреками к фильму The Fast and the Furious: Tokyo Drift.
Омар также смог побить рекорд продаж в магазине Disney World’s Virgin, ранее установленный поп-звездой Бритни Спирс.
В конце 2009 Billboard признал этот альбом самым успешным в десятилетии (с 2000), в Латинской Америке, помимо этого, самым успешным в истории жанра Reggaeton и латиноамериканской музыки. Don Omar в 2009 году выделяется над своими соперниками, как лучший в этом жанре. До конца 2009 года в соответствии с пересчетом Billboard было продано более 4,1 миллиона копий этого альбома. Так же песня «Salió El Sol» стала саундтреком к видео игре Grand Theft Auto IV.

### Концерты
Использование пиротехнических средств является одной из отличительных черт его мероприятий, а также освещение и украшения. Ещё одной особенностью является использование многочисленных экранов, на которых посетители могут увидеть передвижения певца по сцене.
На концерты Дон Омара обычно приходит огромное число поклонников, и приходят только ради него на такие выступления как Viña del Mar в Чили, El Coliseo, Madison Square Garden в Нью-Йорке и в Luna Park в Буэнос-Айресе — Аргентина. Певец проводит огромные концертные туры в странах Латинской Америки, США, Европе. Многочисленные презентации своих альбомов, особенно альбома iDON, который является самым удачным в его карьере. Например, в Чили на концерт пришло около 15000 зрителей, которые заполнили главную площадь, чтобы увидеть Дон Омара.
Don Omar и Latino Solanas получили награду «La Gaviota», которая является самой высокой наградой. А также, заработал статус Платинового альбома за King of Kings, который в своё время был признан лучшим альбомом исполнителя латино во всем мире.

### Ссоры с исполнителями
Эктор
Дуэт Эктора и Тито объявили о распаде, перед этим планировался выход альбома «The Godfather 2», в котором Don Omar принимал участие, он считал это лучшим, что он когда-либо сделал, когда увидел новости о распаде дуэта в интернете. Спустя месяц Hector El Father подписал контракт рэпером Jay-Z и должен был создать пластинку под названием Roc La Familia, при записи которой должны были участвовать многие рэперы США и реггетон исполнители, в том числе Дон Омар. Эктор должен был записать песню с Доном, так как уже заплатил ему за это, и начал требовать с него запись, но трек был изменён и уже записан. Эктора это взбесило и он обвинил Дона в том, что «кое-кому, популярность вскружила голову», в этот же момент лейбл Music Star Gold, начинают войну с Yomo. В альбоме КОК, есть песня Repórtense, которая на самом-то деле тираера на Дедди Янки, но так же там есть намеки на Эктора. Эктор ответил ему, собрав компанию, состоящую из Daddy Yankee, Yomo, Arcángel и De La Ghetto, в песне «Gangsta Zone Remix», Дон же ответил ему в песне 9/11/06. На диске «The Bad Boy» Эктор включил несколько песен tiraera, посвятив их Дону Омару. И песня «Rumor De Guerra» была принята публикой на ура. Дон Омар вновь отвечал Эктору в своей композиции «El Rey». И снова…Эктор пишет tiraera на Дона Омара, последнюю в их противостоянии, спустя некоторое время появляется песня «Hombe No», которая длится почти 20 минут. В марте 2008 года Эктор сказал, для него tiraera позади. Также заявив, что если бы ему довелось что-то исправить, то он бы ни за что не сделал бы вновь tiraeras на Дона Омара и Arcángel. «В своем сердце я раскаялся перед Доном Омаром, Arcángel и Тито. Нет больше злобы во мне к ним», — сказал исполнитель о своих соперниках в реггетоне.
Wisin & Yandel
Ходит множество слухов о том, что же все таки стало причиной ссоры между — Дон Омаром и дуэтом Wisin & Yandel. По одной версии в какой-то момент Wisin & Yandel оскорбили Эктора и Дон встал на защиту своего друга. В 2008 году произошло примирение между Доном Омаром, Daddy Yankee и Wisin Y Yandel, на концерте.
Wisin & Yandel, взбешенные тем, что Дон Омар примирился с Daddy Yankee, выпустили диск концерта на DVD, в который вошёл и момент с примирением, этот диск был продан огромным количеством копий, как говорилось, ВиЯ пытались сбить продажи альбома King Of DVD Дон Омара.
По второй версии на своей страничке в социальной сети Twitter Дон удивил всех комментариями, в которых говорится об интимной связи Лилии не только с Луисом Фонси, но и с Yandel. Вот некоторые выдержки из его едких замечаний:
- «сейчас все неплохо обходится для сеньориты Сексианы…Ой, то есть Лусианы»
- «аплодисменты Луису Фонси… какая вещь! … понравится сестричке Лилии… ха-ха!»
- «Лилия Лусиано упустила возможность по части лучше мужской темы … выиграл Calle 13, ха-ха»
- «Луис Фонси уже приехал, недостает ещё нескольких певцов, чтобы составить компанию на ночь сеньорите Лусиано…»
- «приехало голубое платьице из грэмми… или ангелочек с неба, тоже голубого… Сестричку Лилию не покидает голубой цвет»

Согласно источнику Enelbrasero.com, бывший муж ведущей программы EscandaloTV подтверждает слухи о её связях с разными артистами. В числе их Juanes, Луисом Фонси, Энрике Иглесиас и даже Yandel.
«Женщины заслуживают уважения», — отреагировал Wisin на комментарии исполнителя Don Omar, появившиеся на его страничке Twitter, в которых последний намекал на интимные связи телеведущей Лилии Лусиано с такими музыкантами как Луис Фонси и Yandel.
Среди высказываний, опубликованных исполнителем песни «Virtual diva», в отношении внучки Велды Гонсалес встречаются такие эпитеты как «сестричка Лилия», «сеньорита Сексиана…ой, то есть Лусиана» и прочие.
Wisin подчеркнул, что «в такой напряженный момент развития карьеры у нас почти нет времени, чтобы следить за каждым комментарием, который выкладывают в сеть пользователи Twitter, и ещё меньше, чтобы говорить о коллегах. У нас сейчас столько работы и выступлений, что нас очень удивило, что такой лидер как Don Omar публикует высказывания такого типа, потому что на самом деле этим он роет яму самому себе».
По третьей версии, после обвинения предъявленного исполнителем Nando Boom в сторону ВиЯ и Дона, о плагиате песни «Enfermo de Amor», которую мы знаем как «My Space», один из приближенных к Дону людей сказал, что Дон и его продюсер сами разбирались в ситуации, дуэт ВиЯ на пресс-конференции в Лос-Анджелесе, заявили что проблема «My Space» в Дон Омаре, потому что именно ему принадлежала идея записи этой песни, и она должна была быть включена в альбом «King Of Kings: Armageddon Edition» и, следовательно, умыли руки, чем очень расстроили Дона, ведь он считал их почти лучшими друзьями.
Daddy Yankee
Ссора с Дедди Янки произошла из-за того, что тот вступился за дуэт ВиЯ, в ссоре Дона и ВиЯ из-за журналистки Лилии Лусианы. Так же есть ещё две версии произошедшего, которые в данный момент проверяются.
После примирения с Дон Омаром Дедди Янки отдалился от дуэта ВиЯ, а дальше, после проблемы Дона с регги исполнителем Нандо Бум, Янки и вовсе встал на сторону Дона, заявив, что ВиЯ поступили некрасиво, скинув всю ответственность на Омара.
Так же, в видеочате от 2010 года Янки заявил: «Я ни в коей мере не планирую записываться с Wisin & Yandel, и у меня даже нет намерений. Сейчас мой единственный союзник — Don Omar».
Сейчас эта пара всячески старается подчеркнуть, что они больше чем друзья, они заявляют, что они как братья, несмотря на то, что их поклонники всегда будут их сравнивать, им нечего делить, ведь в сумме исполняя реггетон у них разные направления.
Kendo Kaponi
Ссора между Кендо и Доном активно обсуждалась в твиттере фанатами обоих исполнителей. Как заявил Кендо, на лейбле ОМГ к нему проявляли неуважение. В каком именно смысле, он не уточнял. Но, по всей видимости, он сильно насолил Дону, в сети Кендо оставил сообщение через Twitter, в котором показал фотографию с порванным договором, этот инцидент сопровождается видео на песню Hector Lavoe которое имеет название «Final», что вызвало ажиотаж. В настоящее время Кендо не устает исполнять тираеры о Доне.

### Проблемы с законом

#### Плагиат
Панамский исполнитель Nando Boom говорит, что получил достаточно денег от пуэрто-риканской звезды реггетона Don Omar, чтобы закончить судебное разбирательство по поводу возможного плагиата.
Панамский артист заверил 13-й канал местного телевидения, что получил значительную сумму от Don’a Omar’a, которую он не будет раскрывать, потому что «найдутся похитители».
Тем не менее, он признает, что принял этот подарок, так как «там достаточно» денег.
«Don Omar — мой друг, и он говорит, что „Nando Boom его идол“», — обозначает свою позицию певец из Панамы. Он также доверительно сообщает, что посредником в этом соглашении выступал другой известный пуэрториканец Daddy Yankee.
7 января Рамон Бустаманте, представитель исполнителя Nando Boom в Панаме, объявил, что панамский артист отказывается от своего иска против Don’a Omar’a, так как они пришли к взаимному соглашению по поводу возможного плагиата песни «Enfermo De Amor».
Однако Бустаманте отказался раскрывать подробности сделки.
Артистам Хуан Морера Луна и Яндель Вегия (Wisin y Yandel) и Вильям Омар Ландрон (Don Omar), а также их продюсерам Эльель Лин Осорио и Хосиас де ла Крус был предъявлен иск со стороны Nando Boom в 2008 году.
Иск был подан по поводу неавторизованного использования части песни «Enfermo De Amor» при записи диска «My Space», авторами которого оказываются упомянутые исполнители и продюсеры.
Соглашение между Nando Boom и Don Omar не касается артистов Wisin y Yandel и их продюсеров, «так как они до сих пор не хотят ни прийти к какому-то соглашению, ни взглянуть в лицо проблеме», как комментирует Бустаманте.
Nando Boom подтвердил, что Wisin y Yandel предлагали ему 100 тыс. $ , но что он отказался от суммы.

#### Наркотики и незаконное хранение оружия
Дону были предъявлены обвинения о незаконном хранении наркотиков и огнестрельного оружия. Как заявил шеф полиции «Он с друзьями находились внутри транспортного средства и курили марихуану». «Номер авто и номер оружия были перебиты (исправлены), мы так же нашли четыре сигареты марихуаны и сумку с небольшим количеством героина», — заявили власти.
В июле 2003 года он был арестован за то, что якобы угрожал официанту в ресторане в Isla Verde с пистолетом, который не был лицензирован.
«Это не первый раз случилось со мной. Я был в доме моей мамы. Прибыла полиция и они стали утверждать, что я имею причастность к криминалу. Я надеюсь, что подобного не повторится. Правосудие всегда побеждает», — сказал Дон Омар. Напомню, что в доме матери Дона также было найдено оружие и наркотики, но дело быстро замяли. Как считают многие, Дона подставили, причем не один раз, но за что, остается неизвестным.
18 сентября 2007 г. Landrón некоторое время находился под стражей в полиции Санта-Крус, в Боливии, когда местные компании подали на него в суд, после того как он отменил концерт запланированный в Ла-Пасе, Боливия, в рамках международного турне под названием «Up Close». Организации утверждали, что он украл $ 70000 из-за отмены. Landrón ответил, что он отменил концерт, потому что компания не предоставила авиабилетов во время. После того, как дело было представлено в местный суд, обе стороны достигли соглашения. Омару было разрешено покинуть страну в целях соблюдения ранее запланированного появления в Буэнос-Айресе на аргентинском телевидении и вернуться на следующий день, чтобы провести концерт на футбольном стадионе Santa Cruz’s.

#### Домашнее насилие
В 2014 году Дон Омар был арестован в своем доме в Пуэрто — Рико, бывшая девушка певца обвиняла его в домашнем насилии. В общей сложности Дон Омару было представлено шесть обвинений, в том числе о незаконном хранении оружия. Исполнитель был освобожден после 20 часов задержания под залог в размере $ 600 000 (460000 евро).
Ранее бывшая жена певца Джеки Гуеридо так же обвиняла его в применении силы по отношению к ней.

### Эра iDON
Третий студийный альбом Don Omar под названием iDon был выпущен 28 апреля 2009 года. С первым синглом с этого альбома под названием «Virtual Diva» он выступил на MTV Tr3s в форме варьете. «Virtual Diva» стала наиболее востребованной песней на латинских радиостанциях. Второй официальный сингл под названием «Sexy Robotica», был выпущен 5 июня 2009 года.
iDon, является коллекцией прогрессивных треков, голос Don Omar`а, песни на новом уровне производства и футуристические музыкальные фоны. Альбом является концептуальным, новым уровнем во всех отношениях и поддерживает визуальную и маркетинговую кампанию, элементы которой сосредоточены на позиционировании El Rey-de-Reyes, в качестве певца как лидера нового поколения музыки.
IDON и Дон Омар получил четыре номинации Latin Billboard 2010, в том числе Latin Rhythm Albums, Artist of the Year и Record of the Year. Успех iDon был международного масштаба, он получил несколько платиновых пластинок, массовые посещаемости концертов и рекордно цифровые загрузки своих хитов.
После своей последней победы, Don Omar выпустил новый urban сингл — "Hasta Abajo", в ожидании Prototype 2.0 (вторая глава в саге iDon). Как первая ударная волна, он мгновенно занял первое место Billboard Rhythm Airplay chart и доминировал в течение пяти недель подряд. Песня собрала много аплодисментов из-за возвращения певца к чистой сущности реггетона, Don Omar доказал, почему он король жанра и дал нам энергичный и мощный трек, который захватил радио и танцполы по всему миру.
Новое десятилетие также отметит возвращение Дон Омара как в США, так и на международных концертных площадках, поэтому он готовится к массовому мировому туру в 2010 году.
Don Omar также рад добавить ещё один этап в своей карьере, с его собственным музыкальным лейблом El Orfanato Music Records, на который уже подписал нескольких музыкантов реггетона, которые будут сотрудничать с ним в альбоме «Meet the orphans».
Кроме его музыкальных проектов, Дон Омар снялся с Вином Дизелем в боевике «Форсаж 5» .Это невероятная возможность, которая подчеркивает и демонстрирует широкий спектр талантов Дон Омара.
Harley Davidson предложил Дон Омару стать частью агрессивной кампании молодежи, которая была начата по всему миру. Певец появляется на сайте «Harlistas», рассказывает свою историю и приглашает других, предлагая рассказать свою.
Дон Омар так же принимает участие в профессиональном гоночном спорте. Он является профессиональным аттестованным гонщиком от Пуэрто Рико, с лицензией, собственной командой и дрэговой машиной 2JZ Toyota Celica Turbo и участвует в гонках по всему миру.
16 мая 2013 года Дон сменил машину на купе Scion tC, который назвал Mr. President, последний рекорд 6.87 @ 198 MPH.

## Помощь детям
В 2004 году Don Omar открыл свой детский центр, созданный для помощи детям страдающим аутизмом. На поддержку центра направлен определённый процент от продажи линии одежды Дона. Фонд находится в Сан-Хуане (Пуэрто-Рико) и является самым важным и популярным на острове в данное время.

## Семейное положение
Дон Омар был женат на Джеки Гуеридо, свадьба состоялась 19 апреля 2008 года в Пуэрто-Рико, развод произошёл в мае 2012, имеет троих детей, дочь Диану(8 лет) от Melissa del Valle (1982), и двух сыновей Дерека Омара и Даниэля, один из них рожден аргентинской проституткой, мать второго сына не установлена.
У Дона трое детей Dereck Omar, Gianna и одиннадцатилетний Daniel.

## Дискография

### Студийные альбомы
- 2003: The Last Don
- 2006: King of Kings
- 2009: iDon
- 2010: Don Omar Presents: Meet The Orphans
- 2012: MTO2 New Generation
- 2015: The Last Don II
- 2019: The Last Album

### Прочие альбомы
- 2004: The Last Don Live (концертный альбом)
- 2005: Don Omar Presenta: Los Bandoleros (сборник)
- 2005: Da Hitman Presents Reggaetón Latino (сборник)
- 2006: Don Omar Presenta: Los Bandoleros Reloaded (сборник)
- 2006: King Of Kings: Armageddon Edition (переиздание)
- 2007: Don Omar Presenta: El Pentágono (сборник)
- 2007: King Of Kings: Live (концертный альбом)
- 2009: Don Omar Presenta: El Orfanato (сборник)
- 2010: Meet the Orphans: At the Zone - The Mixtape
- 2010 – Meet the Orphans
- 2011 – Love Is Pain

## Награды

### 2004
Billboard Latino
- Álbum Pop Latino — The Last Don
- Álbum Latino/Hip-Hop — The Last Don
- Artista Revelación del Año
- Canción Revelación del año — Dale don Dale

Premios Lo Nuestro
- Artista Reggaeton del Año
- Artista Hip-Hop del año
- Mejor Sencillo

MTV Latino
- Mejor Cantante Debutante
- Mejor Adaptación
- Mejor Álbum del año
- Mejor Arreglo
- Mejor Compositor

Latin Grammys
- Mejor Álbum — The Last Don
- Álbum Debutante del año
- Mejor Sencillo
- Mejor Video
- Mejor Arreglo
- Mejor Imagen de caratula
- Mejor Compositor

### 2005
Billboard Latino
- Mejor Álbum en Directo — The Last Don Live
- Mejor Álbum Recopilatorio — Los Bandoleros
- Mejor Compositor.
- Mejor Canción del Reggaeton — Donqueo.

Premios Oye
- Mejor Artista Urbano del año.

Premios Lo Nuestro
- Mejor Álbum de Reggaeton.

People’s Choice Reggaeton Awards
- Mejor Integración de Otro Género — Ella y Yo
- Mejor Compositor
- Mejor Álbum Recopilatorio
- Billboard LA -

### 2006
- Premios Lo Nuestro — Artista Urbano del Año
- Billboard LA — Mejor Compositor
- Billboard LA — Mejor Arreglo — Pobre Diabla
- Billboard LA — Mejor Cantante Masculino
- Billboard LA — Mejor Cantautor
- Billboard LA — Mejor Álbum- Los Bandoleros.
- MTV LA — Mejor Sencillo — Donqueo.
- MTV LA — Mejor Cantante Masculino.
- MTV LA — Mejor Álbum — Los Bandoleros.
- Premios Oye — Mejor Álbum Hip-Hop del año.
- Premios Oye — Mejor Cantante Masculino.
- Premios Oye — Mejor Sencillo-Donqueo.
- Premios Lo Nuestro — Mejor Cantante Masculino.
- Premios Lo Nuestro — Mejor Proyecto.
- Latin Grammys — Nominado Mejor Cantante Masculino.
- Latin Grammys — Nominado Mejor Sencillo — Donqueo.
- Latin Grammys — Nominado Mejor Álbum — Los Bandoleros.
- Latin Grammys — Nominado Mejor Compilación Trayectorial — Reggaeton Latino.

### 2007
- People’s Choice Reggaeton Awards — Mejor Álbum Solista — King of Kings
- People’s Choice Reggaeton Awards — Mejor Video — Angelito
- People’s Choice Reggaeton Awards — Mejor Cantante masculino
- Billboard LA — Álbum Reggaeton del Año — King of Kings
- Billboard LA — Artista del año
- Billboard LA — Mejor Video — Angelito
- Billboard LA — Mejor Arreglo
- Billboard LA — Mejor Cantautor.
- Billboard LA — Mejor Sencillo — Angelito
- Billboard LA — Mejor Cantante masculino
- Billboard LA — Mejor Adaptación
- Latin Grammys — Nominado Mejor Álbum- King of Kings
- Latin Grammys — Nominado Mejor Sencillo- Angelito
- Latin Grammys — Nominado Mejor Cantautor
- Latin Grammys — Nominado Mejor Producción
- MTV LA — Mejor Video — Angelito
- MTV LA — Mejor Sencillo — Angelito
- MTV LA — Mejor Producción
- MTV LA — Mejor Adaptación
- MTV LA — Mejor Cantante Masculino
- MTV LA — Mejor Álbum Reggaeton
- MTV LA — Mejor Edición Relanzada — King of Kings Armaggedon Edition
- MTV LA — Mejor Álbum Compilatorio — Los Bandoleros Reloaded
- MTV LA — Mejor Sencillo — El Señor de la Noche
- Premios lo Nuestro — Mejor Cantante Masculino
- Premios lo Nuestro — Mejor Sencillo — Angelito
- Premios lo nuestro — Mejor Álbum — King of Kings
- Premios lo nuestro — Mejor Adaptación
- Premios lo nuestro — Mejor Video — Angelito
- MTV LA — Mejor Álbum Recopilación- King of Kings Armaggedon Edition
- MTV LA — Mejor Sencillo- El Rey
- People´s Choice Reggaeton Awards — Mejor Artista Latino
- People´s Choice Reggaeton Awards — Mejor Álbum Latino — King of Kings
- People´s Choice Reggaeton Awards — Mejor Arreglo
- People´s Choice Reggaeton Awards — Mejor Canción — Angelito
- Premios Lo Nuestro — Mejor Video — Angelito
- Premios Lo Nuestro — Mejor Artista Urbano del año
- Premios Oye — Mejor Canción — Angelito
- Premios Oye — Mejor Artista Latino del año
- Premios Oye — Mejor Álbum — King of Kings
- Festival Latinoamericano de Roma
- XLVIII Festival Internacional de la Canción de Viña del Mar — Antorcha de Plata
- XLVIII Festival Internacional de la Canción de Viña del Mar — Antorcha de Oro
- XLVIII Festival Internacional de la Canción de Viña del Mar — Antorcha de Plata
- XLVIII Festival Internacional de la Canción de Viña del Mar — Gaviota

### 2008
- MTV LA — Mejor Sencillo — Calm my Nerves
- MTV LA — Mejor Álbum — El Pentágono
- MTV LA — Mejor Producción
- MTV LA — Mejor Cantante Masculino
- MTV LA — Mejor Arreglo
- Billboard LA — Mejor Sencillo — Calm my Nerves
- Billboard LA — Mejor Álbum Recopilatorio
- Billboard LA — Mejor Adaptación
- Premios lo nuestro — Mejor Cantante Masculino
- Premios lo nuestro — Mejor Álbum — El Pentágono
- Premios lo nuestro — Mejor Adaptación
- Premios lo nuestro — Mejor Sencillo — Calm my Nerves
- Festival de la Orquidea en Venezuela -Orquidea de Diamante-

### 2009
- Premios Terra — Canción del mes (Virtual Diva)
- Latin Grammy — Nominado Mejor Disco Urbano (iDon)
- Latin Grammy — Nominada Mejor Canción Urbana (Sexy Robótica)
- One Nation — Best Urban Video (Virtual Diva)
- Ritmoson Latino — El Mejor Cantante del año 2009

### 2010
Festival Internacional de la Canción de Viña del Mar (Versión XLVIII)
- Antorcha de Oro
- Antorcha de Plata
- Gaviota

### 2011
Latin Billboards 2011
- Premio al mejor tema del año[1][2][3]
- Latin Billboard 2011 — Cancion Latina del año por: Danza Kuduro
- Latin Billboard 2011 — Artista Urbano del año.
- Latin Billboard 2011 — Social 50 Artist.
- Latin Billboard 2011 — Ringtone del año por: Danza Kuduro
- Press Conference Latin Billboards 2011 — Award by more than 125 million of views in VEVO Danza Kuduro
- Press Conference Latin Billboards 2011 — Award by more than 1.5 million of downloads from his album Meet The Orphans

### 2012
- Latin Grammy — Mejor Disco Urbano (MTO2: New Generation)
- Latin Grammy — Mejor Canción Urbana (Hasta que salga el sol)
- Latin Grammy — Nominada Mejor Canción Urbana (Dutty Love)

### 2013
- Premios Latin Billboard — Artista del año «Streaming»
- Premios Latin Billboard — Canción del año, Colaboración Vocal: Don Omar Featuring Natty Natasha «Dutty Love»
- Premios Latin Billboard — Artista Masculino Del Año Canciones
- Premios Latin Billboard — Canción Del Año AirPlay: Don Omar Featuring Natty Natasha «Dutty Love»
- Premios Latin Billboard — Canción Del Año Digital: Don Omar & Lucenzo «Danza Kuduro»
- Premios Latin Billboard — Canción Del Año «Streaming»: Don Omar & Lucenzo «Danza Kuduro»
- Premios Latin Billboard — Canción «Lathin Rhythm» Del Año: Don Omar Featuring Natty Natasha «Dutty Love»
- Premios Latin Billboard — Solista lathin «Rhythm» del año, Canciones
- Premios Latin Billboard — Album «Lathin Rhythm» del año: Don Omar «Don Omar Presents MT02: New Generation»
- Premios Latin Billboard — Solista «Lathin Rhythm» Del Año, Album
- Premios Tu Mundo — Categoría Música12

### 2014
- Billboard Latin Music Award for Latin Rhythm Songs Artist of the Year, Solo

### 2016
- Billboard Latin Music Awards: Leadership Award

## Фильмография
| Год  |     | Русское название | Оригинальное название   | Роль                                      |
| ---- | --- | ---------------- | ----------------------- | ----------------------------------------- |
| 2009 | ф   | Форсаж 4         | Fast & Furious          | Рико Сантос(в титрах указан как Дон Омар) |
| 2009 | кор | Бандиты          | Los Bandoleros          | Рико Сантос                               |
| 2011 | ф   | Форсаж 5         | Fast Five               | Рико Сантос                               |
| 2017 | ф   | Форсаж 8         | The Fate of the Furious | Рико Сантос (камео)                       |
| 2021 | ф   | Форсаж 9         | The Fate of the Furious | Рико Сантос (камео)                       |
| 2023 | ф   | Форсаж 10        | The Fate of the Furious | Рико Сантос (камео)                       |